# Дзьвежно (Журомінський повіт)
Дзьвежно (пол. Dźwierzno) — село в Польщі, у гміні Бежунь Журомінського повіту Мазовецького воєводства.
Населення — 76 осіб (2011).
У 1975-1998 роках село належало до Цехановського воєводства.

## Демографія
Демографічна структура станом на 31 березня 2011 року:
|          | Загалом | Допрацездатний вік | Працездатний вік | Постпрацездатний вік |
| -------- | ------- | ------------------ | ---------------- | -------------------- |
| Чоловіки | 43      | 15                 | 20               | 8                    |
| Жінки    | 33      | 8                  | 15               | 10                   |
| Разом    | 76      | 23                 | 35               | 18                   |